# La Tour (Haute-Savoie)
La Tour település Franciaországban, Haute-Savoie megyében. Lakosainak száma 1353 fő (2022. január 1.). La Tour Peillonnex, Saint-Jean-de-Tholome, Saint-Jeoire, Ville-en-Sallaz és Viuz-en-Sallaz községekkel határos.

## Népesség
A település népességének változása:
| Lakosok száma | 1240 | 1248 | 1290 | 1275 | 1288 | 1301 | 1313 | 1320 | 1353 |
|               | 2013 | 2015 | 2016 | 2017 | 2018 | 2019 | 2020 | 2021 | 2022 |